# بيج هول (منجم مفتوح)
بيج هول (بالإنجليزية: Big Hole) أو المنجم المفتوح أو منجم كيمبرلي هو حفرة تعدين مكشوفة ومنجم تحت الأرض في كيمبرلي، بجنوب إفريقيا، حيث يُدعى أنها الحفرة الأكبر على الإطلاق التي قد يكون تم حفرها يدويًا.

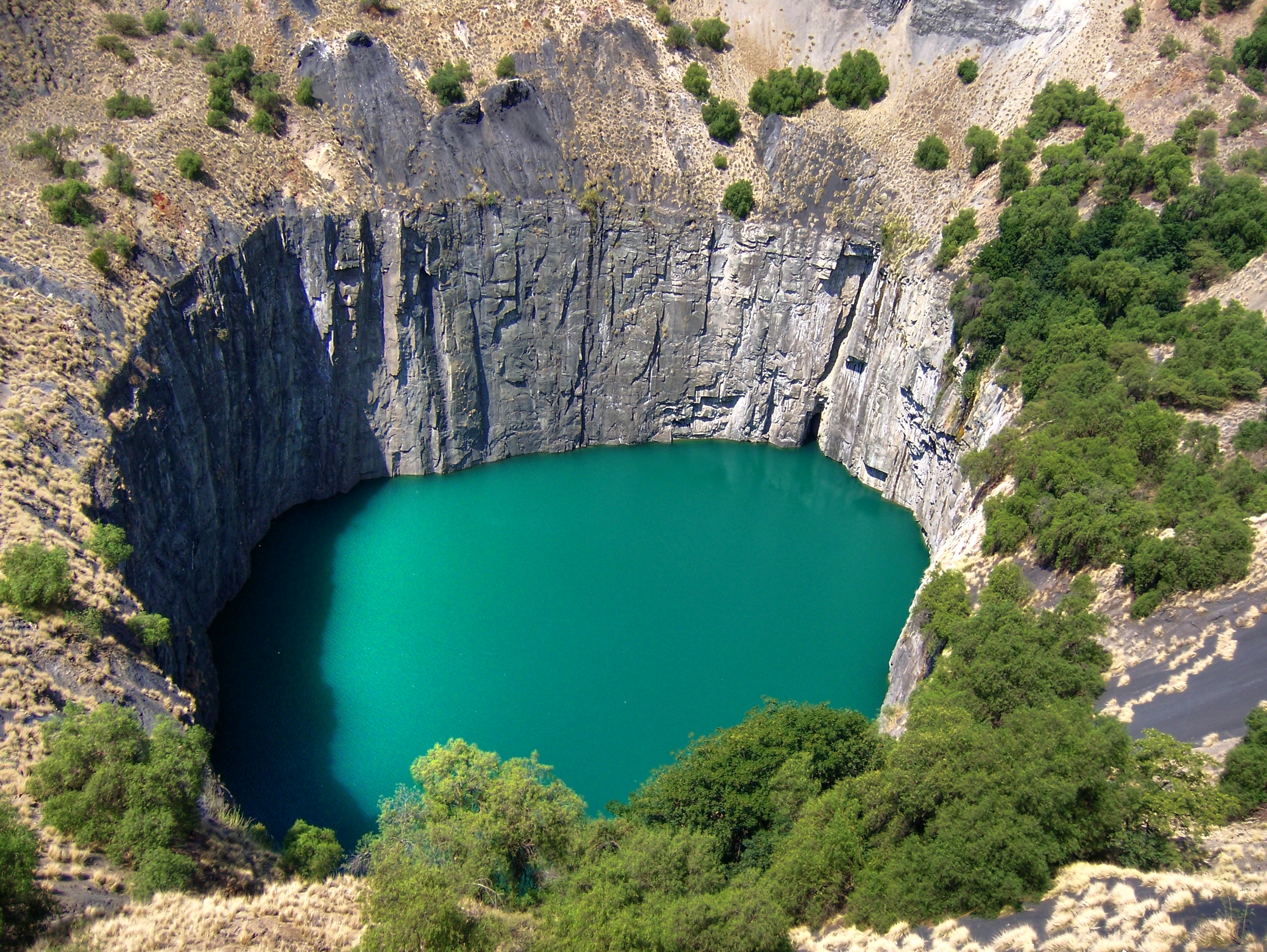
صورة للمنجم المفتوح.

## التاريخ والحجم
تم العثور على أولى أحجار الماس هنا في تلة كولسبيرج على يد أعضاء من «حزب ريد كاب» من كولسبيرج بمزرعة فوريوتزجت، التي تعود ملكيتها للأخوة دي بيرز. وقد أدى التدافع إلى هذه المنطقة فيما بعد إلى أن يطلق عليها «نيو راش» (التدفق الجديد)، والتي أعيد تسميتها لاحقًا لتعرف باسم كيمبرلي. ومنذ منتصف يوليو 1871 حتى عام 1914، بلغ عدد المشاركين في الحفر 50000 من عمال المناجم الذين لم يستخدموا سوى المعاول والمجاريف، حيث بلغ العائد 2,720 كيلوغرام (6,000 رطل) من الماس. ويبلغ سطح بيج هول 17 هكتار (42 أكر) وعرضها 463 متر (1,519 قدم). أما عمقها فيصل إلى 240 متر (790 قدم)، ولكنها امتلأت جزئيًا بالحطام، مما قلل من عمقها حتى بلغ حوالي 215 متر (705 قدم). ومنذ ذلك الحين، تجمع ما يقرب من 40 متر (130 قدم) من المياه، ليصبح الجزء المتبقي المرئي من الحفرة 175 متر (574 قدم). وبمجرد أن أصبحت العمليات التي تجري فوق الأرض خطيرة للغاية، ولا تحقق الإنتاج المرجو منها، تم مد أنبوب كمبرلايت تحت الأرض بمنجم كيمبرلي بواسطة شركة دي بيرز التي يمتلكها سيسل رودس حتى عمق 1,097 متر (3,599 قدم).
وتُبذل بعض الجهود حاليًا لتسجيل بيج هول بوصفها أحد مواقع التراث العالمي.

## الحفر
في عام 1872، بعد سنة واحدة من بدء أعمال الحفر، ازداد عدد سكان المخيم من الحفارين إلى حوالي 50000. ومع تقدم أعمال الحفر، لقي العديد من الرجال مصرعهم على إثر حوادث مختلفة في المنجم. كما ألقت الظروف غير الصحية وندرة المياه والخضروات الطازجة فضلاً عن الحرارة الشديدة في فصل الصيف بظلالها على الوضع هناك. وفي 13 مارس 1888، قرر العديد من أصحاب المناجم دمج أعمال الحفر المتفرقة في منجم واحد كبير وشركة واحدة كبرى تعرف باسم شركة مناجم دي بيرز المتحدة المحدودة (De Beers Consolidated Mines Limited)، حيث كان رؤساؤها أشخاصًا أمثال سيسل رودس وألفريد بيت وجون رودس. ثم وسعت هذه الشركة الضخمة أعمالها في بيج هول حتى وصل العمق إلى 215 مترًا، بينما بلغت مساحة السطح 17 هكتار والمحيط 1.6 كيلومتر. وبحلول 14 أغسطس 1914، عندما تمت أعمال الحفر في 22 مليون طن من الأرض، بعائد بلغ 3000 كيلو من الماس (14504566 قيراط)، توقف العمل في المنجم بعد أن كان يعد واحدًا من أكبر أعمال الحفر يدويًا على سطح الأرض.

## متحف المنجم

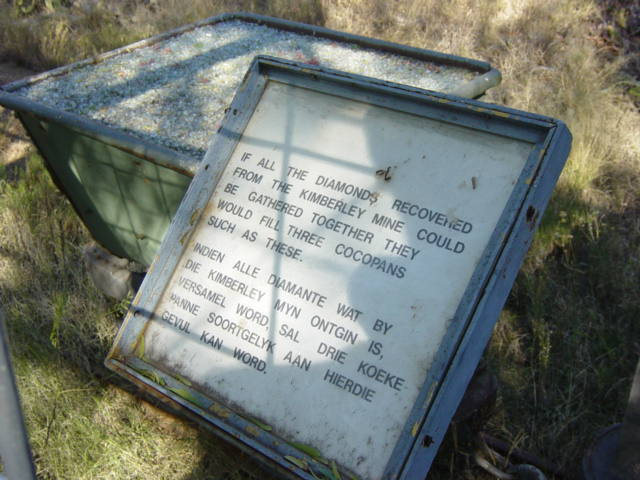
لافتة بجوار الحفرة كتب عليها "إذا جمعنا جميع أحجار الماس التي استخرجناها من منجم كيمبرلي ماين، فإنها ستملأ ثلاث عربات كهذه".

وقد تمت تصفية عمليات التعدين نهائيًا عام 1914، ثم أصبحت الحفرة المفتوحة مركز جذب للعديد من زائري المدينة، وبحلول ستينيات القرن العشرين تم تجميع آثار من كيمبرلي القديمة، بما في ذلك المباني العتيقة والتذكارات المتنوعة وتنظيمها في متحف رسمي ومزار سياحي. وفي عام 1965، عينت دي بيرز باسيل همفريز مستشارًا للمتحف، حيث تم تحديث المتحف إلى حد كبير باعتباره تمثيلاً للهواء الطلق لكيمبرلي القديمة، مع عرض تصوير للشوارع والديوراما وتكنولوجيا التعدين والنقل. وقد افتتح المتحف رسميًا خلال احتفالات الذكرى المئوية لكيمبرلي عام 1971. وقد كانت قاعة الماس واحدة من المعالم السياحية بها. هذا، وقد مر متحف المنجم بالعديد من التحديثات. ففي الفترة بين 2002 و2005، استثمرت دي بيرز 50 مليون راند في تطوير بيج هول وتحويلها إلى منشأة سياحية عالمية، مروجة لفكرة «الإرث الخالد لشعب كيمبرلي». ومن المتوقع أن تضاعف مؤسسة بيج هول كيمبرلي والتي ترفع شعار «الماس والقدر» عدد الزوار إلى بيج هول.

## وصلات خارجية
- Official site
- Big Hole Accommodation on sastay.co.za
- Re-envisioning the Kimberley Mine Museum:De Beers’ Big Hole Project